# ハッツアンリミテッド
株式会社ハッツアンリミテッド（HATS UNLIMITED CO.,LTD.）は、日本の音楽ソフト制作・著作権管理の企業。レーベル設立者である葉加瀬太郎の「アーティスト自身が自由に創作できるレーベル」の具現化を目的として同レーベルを設立。2019年3月から木下グループ傘下。
また、メインレーベルのHATS LABEL（ハッツレーベル）はインストゥルメンタル専門のレーベルであり、これまで『情熱大陸』『風の言葉』等のテレビ番組や、ゲーム『アルトネリコ』等のサウンドトラック盤を同社のレーベルよりリリースしてきた。
また、同社内にて葉加瀬太郎のオフィシャルファンクラブも運営。

## レーベル
- HATS LABEL（ハッツレーベル） - メインレーベル。葉加瀬太郎主宰。
- AGレーベル - サブレーベル。「Anything Go（エニシング・ゴー、「何でも行く」等という意味）」の略。松崎しげるらが所属。
- UNCLEOWEN（アンクローウェン） - アイルランドのロック音楽（いわゆるアイリッシュロック）のタイトルを輸入発売するレーベル。

## 主な所属アーティスト

### HATS
- 葉加瀬太郎
- 古澤巌
- 柏木広樹
- 西村由紀江
- 高嶋ちさ子
- CASIOPEA
- 中村幸代
- 野呂一生
- →Pia-no-jaC←×葉加瀬太郎
- PYR∧MID
- アモリ・ヴァッシーリ

### AG
- 構康憲
- クレモンティーヌ - ソニーから移籍
- HIROZ SEVEN+（ヒローズ・セブン・プラス）
- 松崎しげる